# كودي رحو (أولاد سيدي بلكاسم)
كودي رحو هو دُوَّار يقع بجماعة السڭامنة، إقليم سطات، جهة الدار البيضاء سطات في المملكة المغربية. ينتمي الدوّار لمشيخة أولاد سيدي بلكاسم التي تضم 4 دواوير. يقدر عدد سكانه بـ 680 نسمة حسب الإحصاء الرسمي للسكان والسكنى لسنة 2004.

## روابط خارجية
- البوابة الوطنية للجماعات الترابية نسخة محفوظة 12 مارس 2018 على موقع واي باك مشين.
- المندوبية السامية للتخطيط